# Francisco Javier Peral
Francisco Javier Peral Periane, genannt Javito (* 4. November 1983 in Plasencia), ist ein spanischer Fußballspieler, der derzeit bei AD Alcorcón unter Vertrag steht. Er spielt bevorzugt als rechter Außenstürmer.

## Karriere

### FC Barcelona
Der 1,75 m große Außenstürmer begann seine Karriere 2001 in der Jugendmannschaft des FC Barcelona. Im Jahr 2002 debütierte er im Champions-League-Spiel FC Barcelona gegen Schachtar Donezk. Er schaffte es auch aufgrund von Verletzungen nicht, sich einen Stammplatz zu erkämpfen.

### Aris Thessaloniki
Im Jahr 2006 wechselte er zum griechischen Klub Aris Thessaloniki. Dort gehörte er von Beginn an, zur Stammformation. Auch dank seines wichtigen Auswärtstores gegen Real Saragossa, gelang es Aris Thessaloniki, sich in der Saison 2007/08 für die Gruppenphase des UEFA-Cups zu qualifizieren. Sein Treffer gegen den damals amtierenden Europa-League-Champion, Atlético Madrid, bescherte seinem Team am 17. September 2010 einen 1:0-Sieg im laufenden Europa-League-Wettbewerb.

### Olympiakos Piräus
Javito wurde im Januar 2011 an Deportivo La Coruña ausgeliehen. Olympiakos Piräus verpflichtete ihn für die Saison 2011/12. Der mittlerweile 27-jährige Spanier zählte nicht zum Aufgebot des griechischen Meisters für die UEFA Champions League 2011/12. Javito wurde für die Rückrunde der Saison 2011/12 an den türkischen Erstligisten Orduspor ausgeliehen, kehrte dann aber nach Piräus zurück. Nachdem sein Vertrag aufgelöst worden war, war er zunächst vereinslos, bevor er im Januar 2013 zu Hércules Alicante wechselte.